# Walter Hilpert
Walter Hilpert (* 12. April 1908 in Plaschken, Landkreis Heydekrug; † 10. Juli 1962) war ein deutscher Radiomacher und Gründungsintendant des Norddeutschen Rundfunks.

## Werdegang
Anschließend an sein Studium der Philologie, Geschichte und Philosophie an der Albertus-Universität Königsberg, das er als Doktor der Philosophie und Magister der freie Künste 1932 abschloss, lernte Hilpert als Freier Mitarbeiter bei der Ostmarken Rundfunk AG in Königsberg, die 1933 im Zuge der Gleichschaltung von der Reichs-Rundfunk-Gesellschaft übernommen wurde. Im selben Jahr trat Hilpert der paramilitärischen SA bei. Zudem war er Mitglied im NSKK und der NSV sowie in der NSBO und im Kampfbund für deutsche Kultur. Am 28. August 1937 beantragte er die Aufnahme in die NSDAP und wurde vermutlich zum 1. Mai 1937 aufgenommen (Mitgliedsnummer 4.924.234). 1940 beantragte er die Aufnahme in die Reichsschrifttumskammer, wobei er beanspruchte, seine Tätigkeit umfasse „ausschließlich [...] deutsche[s] Schrifttum“ in den Formen „Wortsendungen, Lyrik, Erzählungen und Hörfolgen usw.“ 1942 ging schließlich „[s]ein großer Wunsch in Erfüllung“, Soldat zu werden, wie er brieflich am 12. September des Jahres gegenüber dem nationalrevolutionären Schriftsteller Erwin Guido Kolbenheyer festhielt. Eingesetzt wurde er in der Folge in einer Propagandakompanie beim Soldatensender Ursula.
Nach dem Sieg der Alliierten kam Hilpert per 1. August 1945 zum von der Militärregierung geleiteten Radio Hamburg, aus dem alsbald der Nordwestdeutsche Rundfunk (NWDR) als Anstalt für die gesamte britische Besatzungszone hervorging. Als Leiter der Abteilung Literarisches Wort konnte er nahtlos an seine Tätigkeit zur Zeit des Nationalsozialismus anknüpfen, was Clausen für „bemerkenswert“ hält. Aufgrund seiner Angaben in einem politischen Fragebogen wurde er im Rahmen der Entnazifizierung 1946 zunächst entlassen und konnte erst nach über einem Jahr zurückkehren.
Zum 1. Juli 1949 wurde er stellvertretender Intendant des Funkhauses Hamburg und war vom 1. Juli 1951 bis 30. September 1951 geschäftsführender Intendant. Nach Bildung des Norddeutschen Rundfunks (NDR) zum 1. Januar 1956 war er dessen erster Intendant. 1957 übernahm er außerdem den Vorsitz der ARD. Er verzichtete auf eine Wiederwahl und wurde am 1. Februar 1962 Programmdirektor Hörfunk des Norddeutschen Rundfunks (NDR). Er starb mit 54 Jahren.